# Noret, Värmland
Noret är en sjö i Kristinehamns kommun i Värmland och ingår i Göta älvs huvudavrinningsområde. Sjön har en area på 2,25 kvadratkilometer och ligger 44 meter över havet. Vid provfiske har bland annat abborre, björkna, braxen och gers fångats i sjön.

## Delavrinningsområde
Noret ingår i det delavrinningsområde (655499-139654) som SMHI kallar för Utloppet av Noret. Medelhöjden är 49 meter över havet och ytan är 20,35 kvadratkilometer. Det finns inga avrinningsområden uppströms utan avrinningsområdet är högsta punkten. Vattendraget som avvattnar avrinningsområdet har biflödesordning 2, vilket innebär att vattnet flödar genom totalt 2 vattendrag innan det når havet efter 227 kilometer. Avrinningsområdet består mestadels av skog (53 procent) och jordbruk (17 procent). Avrinningsområdet har 2,25 kvadratkilometer vattenytor vilket ger det en sjöprocent på 11,1 procent.

## Fisk
Vid provfiske har följande fisk fångats i sjön:
- Abborre
- Björkna
- Braxen
- Gärs
- Gädda
- Mört
- Sarv